# Thinophilus tesselatus
Thinophilus tesselatus är en tvåvingeart som beskrevs av Becker 1922. Thinophilus tesselatus ingår i släktet Thinophilus och familjen styltflugor. Inga underarter finns listade i Catalogue of Life.